# Graissac
Graissac is een plaats en voormalige gemeente in het Franse departement Aveyron in de regio Occitanie. De plaats maakt deel uit van het arrondissement Rodez.

## Geschiedenis
De gemeente maakte deel uit van het kanton Sainte-Geneviève-sur-Argence totdat dit op 22 maart 2015 werd opgeheven en de gemeenten werden opgenomen in het op die dag gevormde kanton Aubrac et Carladez. Op 1 januari 2016 fuseerden Alpuech, Graissac, Lacalm, Sainte-Geneviève-sur-Argence, La Terrisse en Vitrac-en-Viadène tot de commune nouvelle Argences en Aubrac.

## Geografie
De oppervlakte van Graissac bedraagt 22,9 km², de bevolkingsdichtheid is 10,3 inwoners per km².
De onderstaande kaart toont de ligging van Graissac met de belangrijkste infrastructuur en aangrenzende gemeenten.

## Demografie
Onderstaande figuur toont het verloop van het inwonertal (bron: INSEE-tellingen).

Vanwege een beveiligingsprobleem met de MediaWiki Graph-software is het momenteel niet mogelijk deze grafiek weer te geven. Zodra de software is bijgewerkt zal de grafiek vanzelf weer zichtbaar worden.